# Star TV (Belgique)
Pour les articles homonymes, voir Star et Star TV.
Star TV était une chaîne de télévision thématique sur les people belges et internationaux, qui a vu le jour le 7 février 2011 à 16h04, et était produite par la société Newscom (filiale de KNTV) qui produit notamment Septante et un et Clé sur porte diffusé sur RTL-TVI.
Star TV se proposait de couvrir « l’univers des stars et des célébrités ».
La grille en journée de Star TV présentait essentiellement des émissions d'information sur les célébrités (par exemple Start Le Mag, Star News), de télé-achat (Shopping Star), et des séries télévisées (Dallas, Sex and the City, etc.).
La chaîne n'étant plus rentable, la cessation des émissions de la chaîne est annoncée le 22 août et effective le 31 août 2014.

## Organisation

### Animateurs
- Sophie Thalmann
- Gianni Ruggieri
- Jean-Luc Daniel
- Laetitia Van Impe
- Sophie De Baets
- Zidani
- Gaëtan Bartosz

### Équipe
- Jaklin Corman
- Michaël Denutte
- Dorothée Libert

## Réception
- Câble numérique :
  - VOO : Chaîne n°20 (SD)
  - Numericable : Chaîne n°27 (SD)
  - Telenet : chaîne n°16 (SD)
- ADSL
  - Belgacom TV : Chaîne n°23 (HD)